# 二弦琴

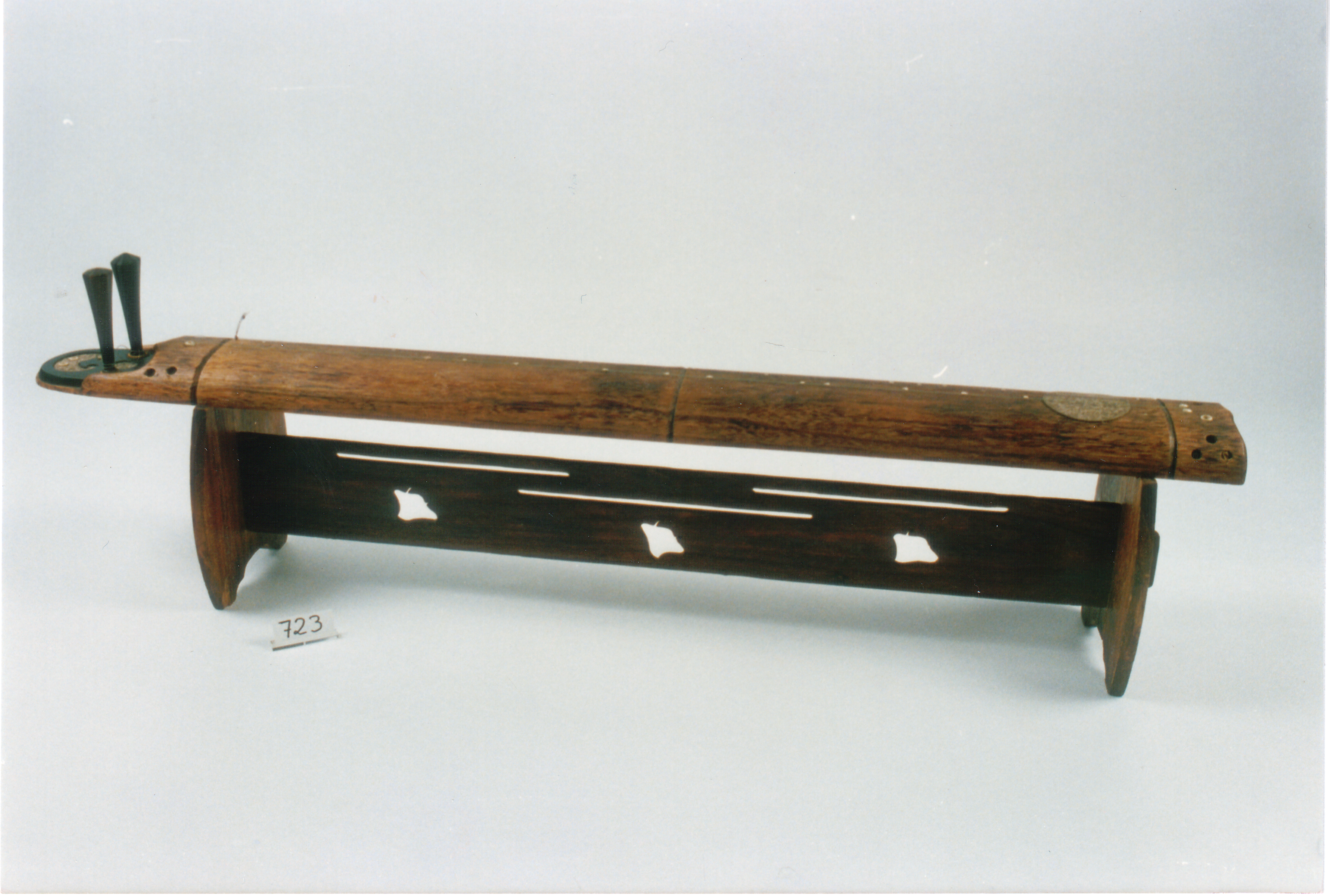

二弦琴（にげんきん、二絃琴）とは、ツィター属の弦楽器の一種。二本の弦を同音に調律するのが特徴である。
日本における二弦琴の一番古い形は八雲琴で、明治期にこれを改良・分岐した東流（二絃琴）、更に大正期に東流を改良・分岐した大正琴、これらとは別の流れである竹琴が知られている。
八雲琴は文政3年（1820年）に伊予国の中山琴主が出雲大社の神託を受けて作ったものとされ、当初は出雲琴・玉琴とも呼ばれた。元々は竹を2つに割って作ったが、今日では杉や桐の板で作られ、表板には竹を模した3つの節を、裏板には2つの響穴を刻んでいる。また、表板の表面には31か所の徽と呼ばれる目印が記され、徽に刻まれた31文字を読むと「ヤクモコトツホハウエヨリシタマテヲワカノミソチニナラヒキメヌル（八雲琴（の）壺（＝目印）は上より下までを和歌の三十一（文字）に倣ひ決めぬる）」となる。胴の長さは約109cm、幅は11.5cm（尾部）～12.4cm（頭部）ある。頭部に開けられた2個の孔から絹糸で出来た2本の弦が出て、尾部に開けられた1個の孔を通して転軫に巻き付ける。転軫とは糸巻きのことで弦の張力調整機能を持つ。実際の演奏は琴を琴台に載せ、左手中指にはめた転管で弦を抑え、右手人差指にはめた竜爪を弾いて演奏した。琴主の没後は、大岸元琴（琴主の実弟）・村田友琴・黒田琴翁によって三派に分かれて明治に隆盛を迎えるが、大正以降は衰微して今日に至っている。
大岸元琴の弟子で囃子方であった藤舎廬船（長唄家元としては初代藤舎呂船）は明治の初めに裏板を設けず、表板の裏側を船形にくり抜いた新しい琴を開発して新たな流派を創設して「東流」と称した。廬船が囃子方であったことから、歌舞伎の世界で用いられ始め、三味線とも組み合わされて演奏された。大正の初めには森田吾郎が更なる改良を行って大正琴を発明した。
竹琴は明治の初めに盲目の地歌箏曲家であった葛原勾当が発明したもので、八雲琴とは別の系列に属する。